# 13954 Born
För andra betydelser, se Born (olika betydelser).
13954 Born eller 1990 TF8 är en asteroid i huvudbältet som upptäcktes den 13 oktober 1990 av de båda tyska astronomen Freimut Börngen och Lutz D. Schmadel vid Tautenburg-observatoriet. Den är uppkallad efter den tyske matematikern och fysikern Max Born.
Asteroiden har en diameter på ungefär 6 kilometer.